# Hans Wölpert
Johannes Wölpert, detto Hans (Monaco di Baviera, 30 settembre 1898 – Monaco di Baviera, 1º gennaio 1957), è stato un sollevatore tedesco.
Vinse due medaglie nelle edizioni olimpiche di Amsterdam nel 1928 e Los Angeles nel 1932, e nei campionati europei conquistò due ori nel 1921 e nel 1933 e un argento nel 1930.